# Opéra d'Erevan
Pour les articles homonymes, voir Opéra.
Résidence
L'Opéra d'Erevan est la principale salle de spectacle de la capitale arménienne.

## Histoire
Le bâtiment de l'opéra d'Erevan abrite d'une part la salle de concert Aram Khatchatourian et, d'autre part, le théâtre national académique d'opéra et de ballet Alexandre Spendarian. Il a été dessiné dans les années 1920 par Alexandre Tamanian, l'architecte à l'origine de la transformation d'Erevan en capitale de République. En 1939, la compagnie Spendarian reçoit l'ordre de Lénine, puis, en 1957, la nomination de théâtre académique.

## Situation
L'Opéra est situé dans un grand parc arboré du centre-ville dans lequel se trouvent également un lac et une multitude de terrasses de café.
Il est situé place de La Liberté, au milieu de la perspective qui relie la place de la République au monument de la Cascade par l'avenue du Nord (depuis 2008) et la place de France.
Au printemps et en été, les jeunes de la ville et les touristes aiment s'y retrouver, parfois durant toute la nuit.
Les statues du poète Hovhannes Toumanian (1869-1923) et du compositeur Alexander Spendiarov (1871-1928) ornent le parvis du côté du parc tandis que celle d'Aram Khatchatourian est située devant l'entrée de la salle de concert, de l'autre côté du bâtiment.

## Galerie

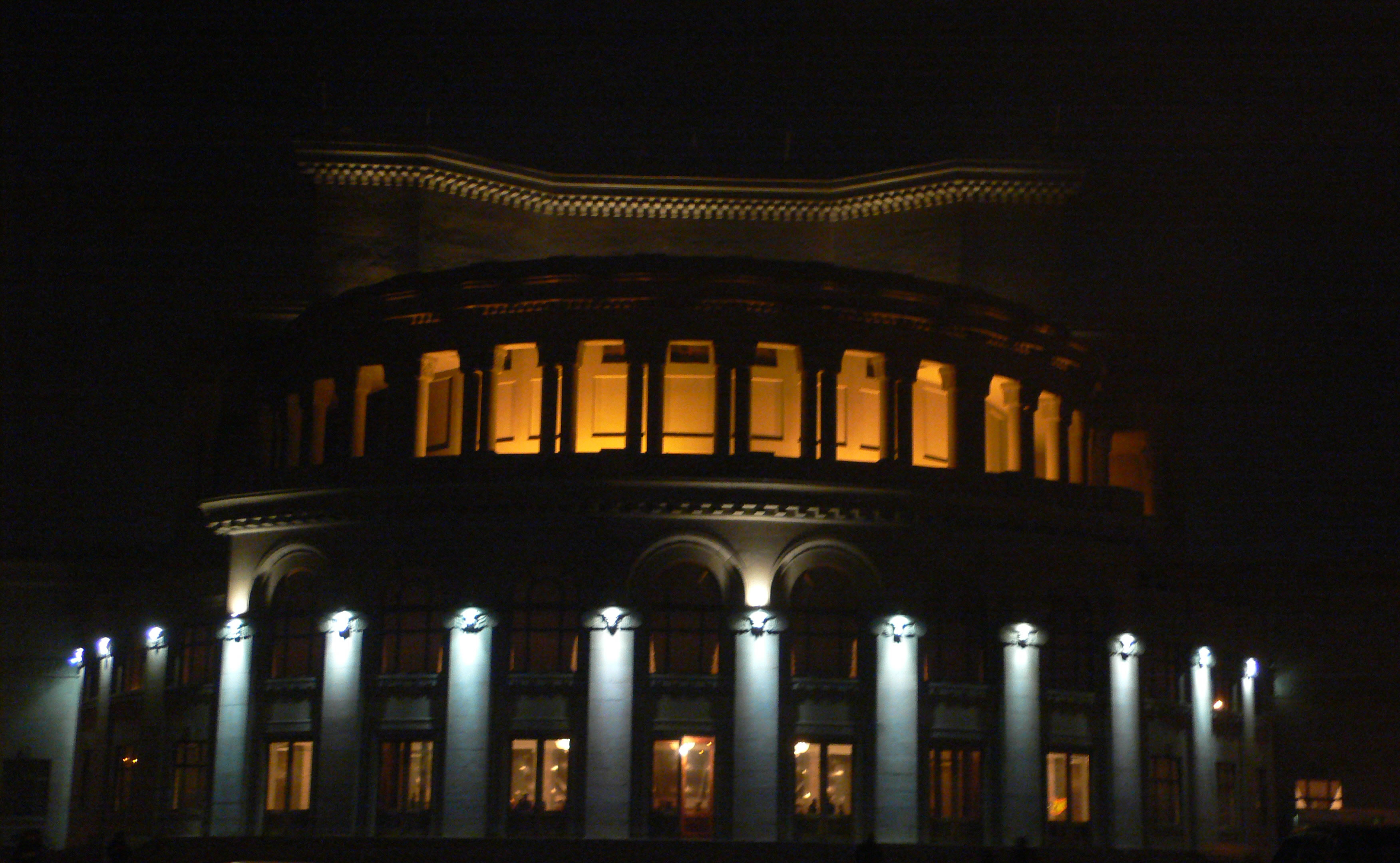
L'Opéra de nuit.
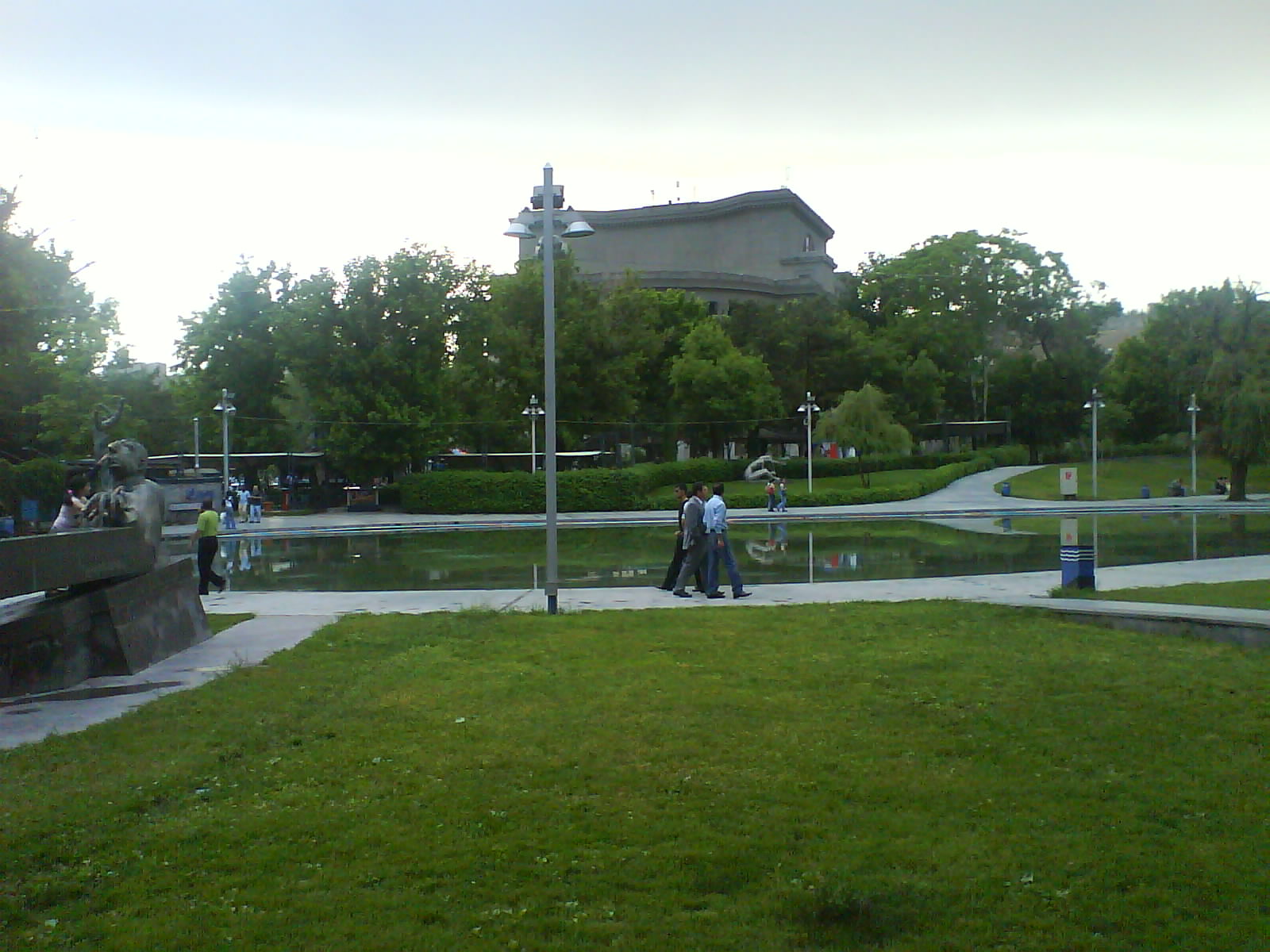
L'Opéra au milieu de son parc.
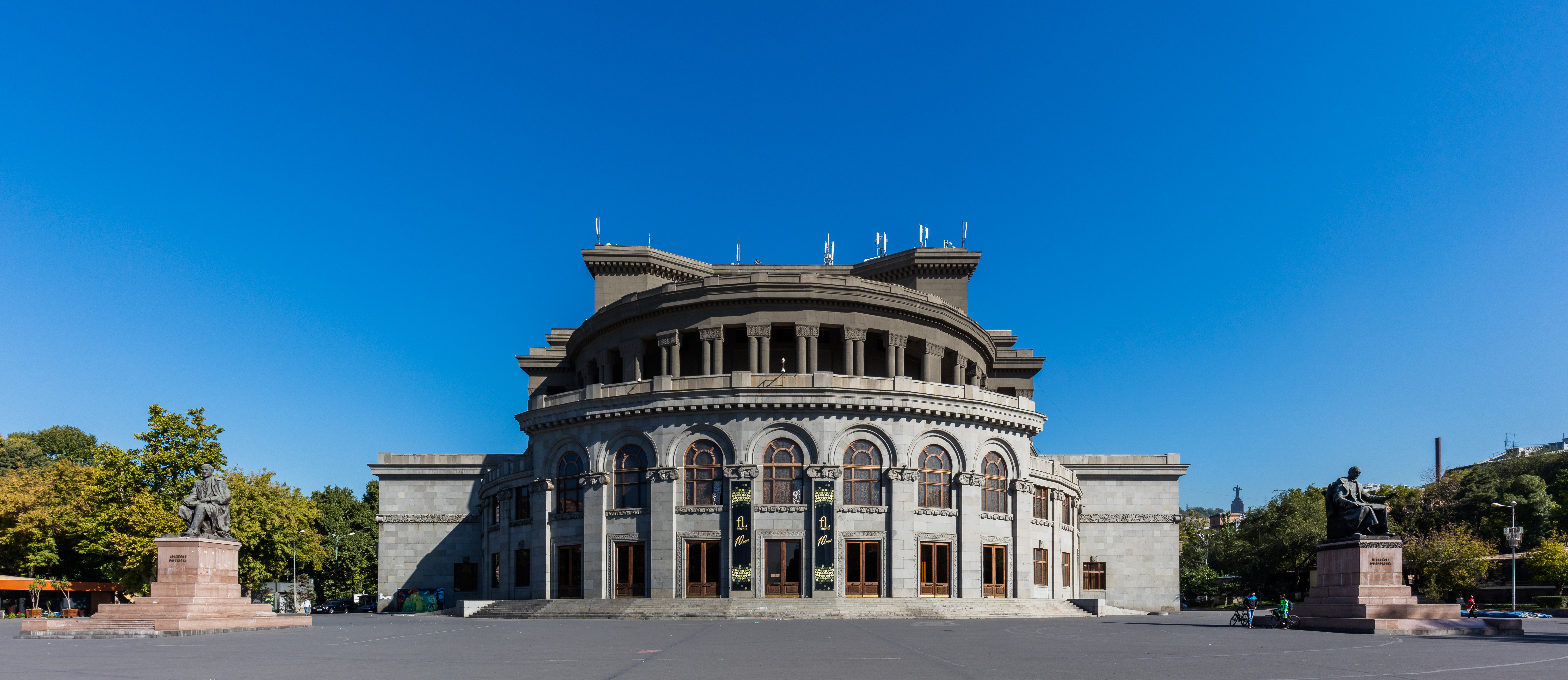
Vue panoramique de l'Opéra avec les deux statues.